# Petit Trianon

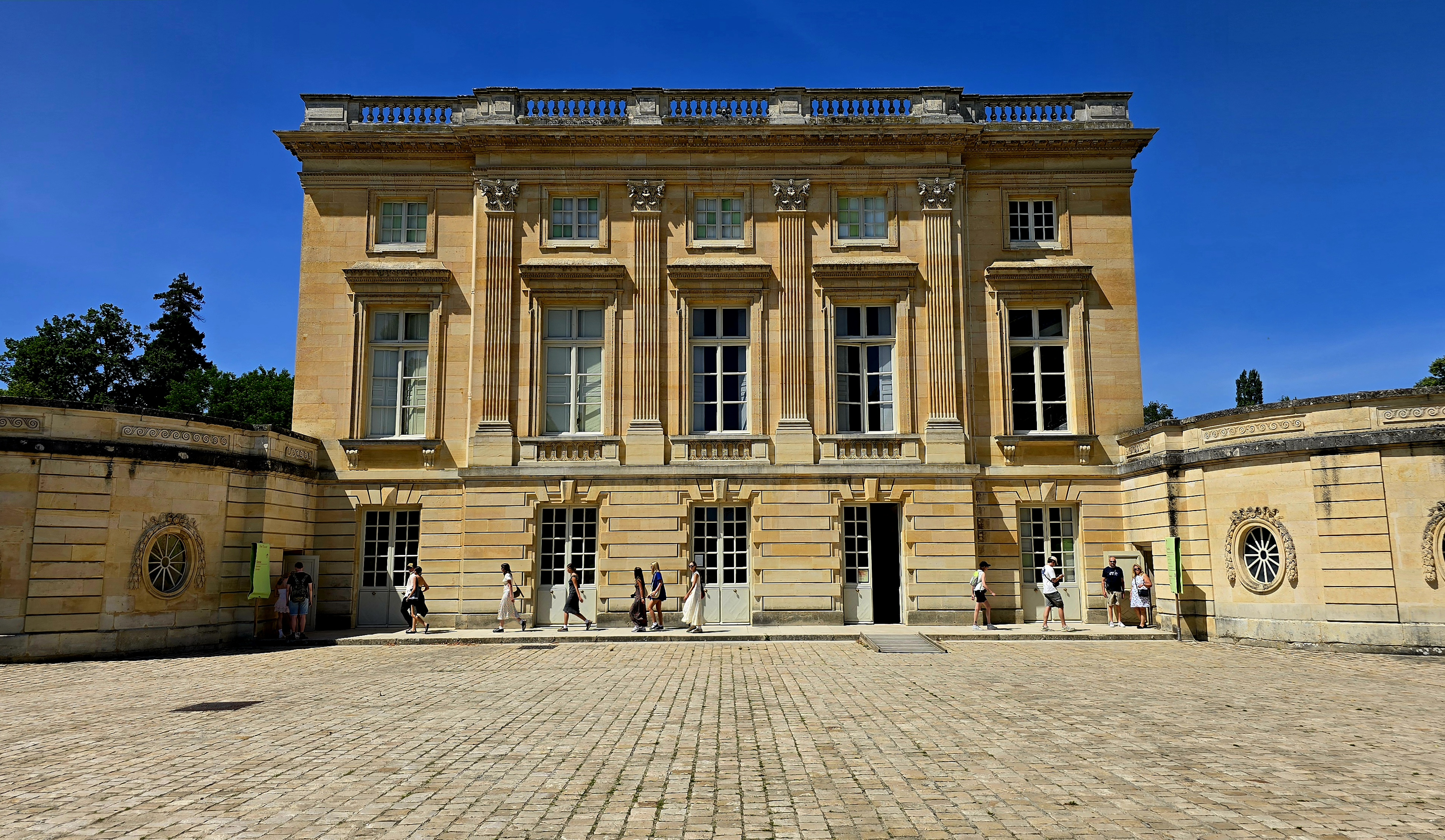
Das Petit Trianon, Blick auf die Fassade des Ehrenhofs

Das Petit Trianon (französisch; deutsch Kleines Trianon) ist ein nordwestlich des Schlosses von Versailles im Park von Versailles, dort im Petit Parc genannten Teil, gelegenes Lustschloss, das im Auftrag von Ludwig XV. von Ange-Jacques Gabriel für die königliche Mätresse Madame de Pompadour errichtet wurde und später in den Besitz von Marie-Antoinette kam. Es gehört zum Gebiet der Stadt Versailles im französischen Département Yvelines in der Region Île de France.

## Geschichte
In der Nähe des Schlosses von Versailles, am Nordarm des Großen Kanals, wurde bereits durch Ludwig XIV. mit dem Grand Trianon im 17. Jahrhundert ein kleines Schloss errichtet, welches dem König und seiner Familie als Rückzugsort vor der Hektik und der politischen Repräsentation bei Hofe diente. Nordöstlich davon ließ sein Nachfolger Ludwig XV. das Petit Trianon für Madame de Pompadour († 1764) in Auftrag geben, die jedoch kurz nach dem Baubeginn starb, so dass das Schlösschen gelegentlich von der neuen Favoritin Madame Dubarry genutzt wurde. Als Ludwig XVI. seinen Großvater beerbte, schenkte er es seiner Gemahlin Marie-Antoinette, die das Gebäude für sich herrichten ließ. Im 19. Jahrhundert, nach dem Ende des Ancien Régime, legte hier dann die Kaiserin Eugénie, die Frau Napoleons III., eine Sammlung mit Gegenständen aus dem Besitz Marie-Antoinettes an. Heute gehört das Schloss zum Museum von Versailles und ist für Besucher geöffnet.

## Das Petit Trianon und Marie-Antoinette

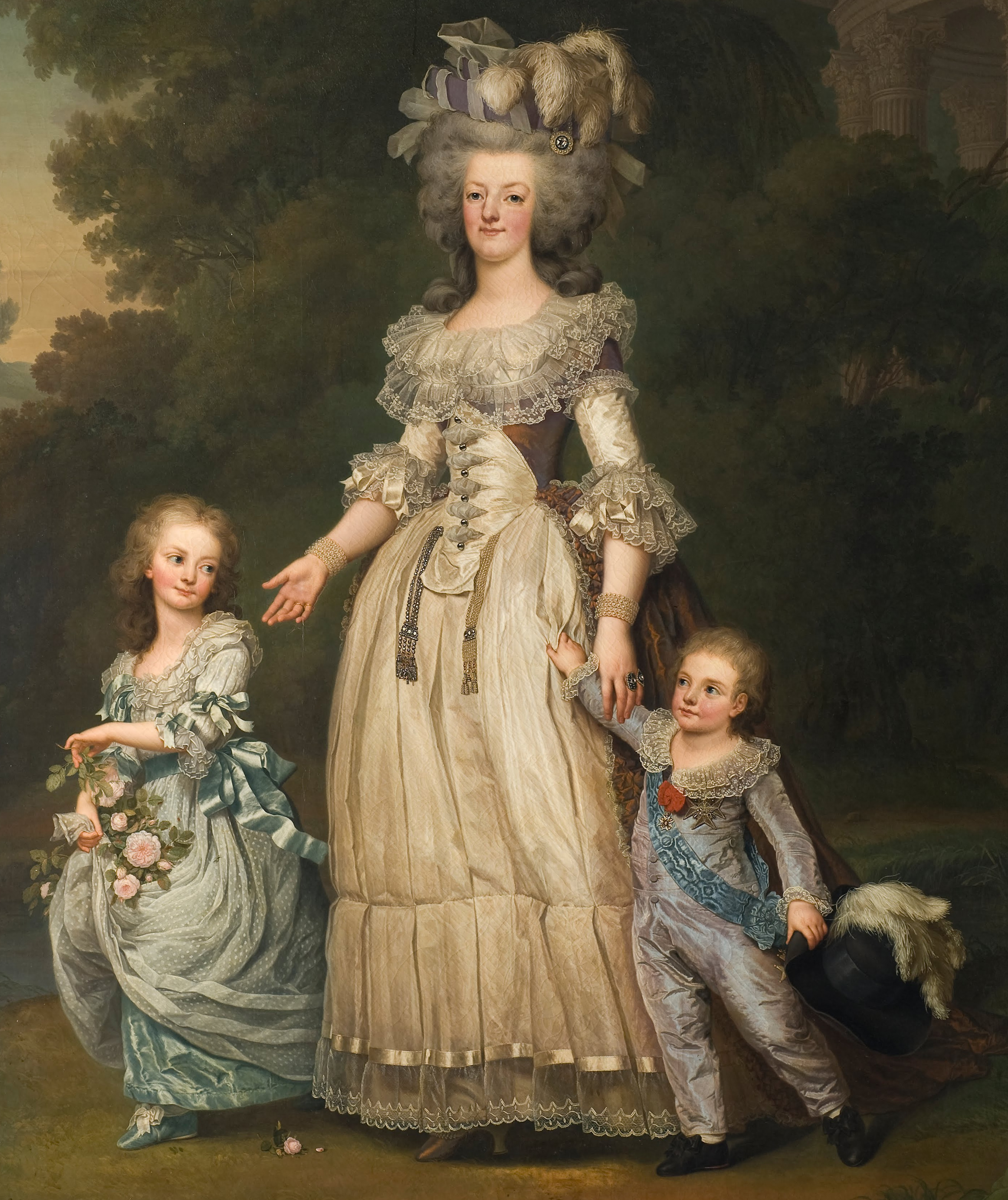
Marie-Antoinette und ihre Kinder im Park des Petit Trianon, Gemälde von Adolf Ulrik Wertmüller

Das kleine Trianonschlösschen ist untrennbar mit der Person der Marie-Antoinette verbunden. Die noch als Mädchen aus politischen Gründen mit dem französischen Dauphin vermählte Marie-Antoinette entstammte dem Habsburgischen Kaiserhaus. Als jüngste Tochter Maria Theresias erhielt sie in Wien zwar eine Erziehung, die sie auf die Rolle einer zukünftigen Herrscherin vorbereitete, doch am französischen Hof fühlte sie sich lange fremd, Sitten und Gebräuche waren ihr unbekannt und die strenge Etikette der Bourbonen tat ein Übriges, die junge Thronfolgerin und spätere Königin zu verunsichern. Ludwig XVI. schenkte ihr kurz nach Beginn seiner Regentschaft schließlich das Kleine Trianon, das ihr abseits des Hofes als Ort der Ruhe und Entspannung dienen sollte. Ludwig überreichte ihr die Schlüssel angeblich mit den Worten „da Ihr Blumen so sehr liebt, habe ich einen Strauß für Euch – nehmt das Petit Trianon“. Ludwig war von diesem Zeitpunkt an nur noch als Gast, nicht mehr als König zu Besuch im Schloss.
Marie-Antoinette flüchtete gern vor der Etikette bei Hofe hierher. Es ist überliefert, dass sie eine Verfügung erließ, dass sich niemand im Petit Trianon erheben müsse, wenn sie eines der Zimmer beträte – eine für damalige Verhältnisse geradezu skandalöse Anweisung – auch war sie sich nicht zu schade, im zum Trianon gehörenden Theater selbst auf der Bühne zu stehen. Sie umgab sich hier nur mit Freunden und Vertrauten und entfernte sich innerlich vom strengen Leben im Palast von Versailles.
Die Königin ließ das kleine Schlösschen nach ihrem Geschmack herrichten und stattete die Salons und Kabinette mit hochwertigen Möbeln, Gemälden und anderen Kunstwerken aus. Da sie selbst immer wieder Einfluss auf die für sie hergestellten Gegenstände nahm und deren Aussehen und Dekoration maßgeblich mitbestimmte, wurde sie bald das Sinnbild einer Königin des Rokoko. Die Moden, die sie entwarf, und die Ausstattung, mit der sie das Trianon dekorierte, wurden kurz darauf vom gesamten Hofstaat kopiert und imitiert. Die Ausgaben für das Schloss und die hier gefeierten Feste brachten ihr aber auch einen schlechten Ruf ein, sie galt als verschwenderisch und hatte schließlich nicht nur das einfache Volk gegen sich aufgebracht, sondern auch jenen Teil des Hofadels, dem sie den Zugang zu ihrem Schloss verweigerte. Marie-Antoinette umgab sich hier nur mit Günstlingen und Freundinnen wie der Prinzessin Lamballe und der Herzogin Polignac, denen sie Pensionen, Titel und teure Geschenke zukommen ließ, während sie ihr unliebsame Personen bewusst mied. Die derart brüskierten Mitglieder des Hofes brachten eine Unmenge bösartiger Gerüchte über die Königin und ihre Verschwendungssucht in Umlauf. Hier konnte sich Marie-Antoinette auch ungestört mit Axel von Fersen treffen, der einigen Überlieferungen nach wahrscheinlich ein Liebhaber der Königin war. Dies führte letztlich dazu, dass die negativen Berichte und üblen Nachreden über Marie-Antoinette als einer der Gründe für die Französische Revolution angesehen werden.

## Anlage

### Das Schloss

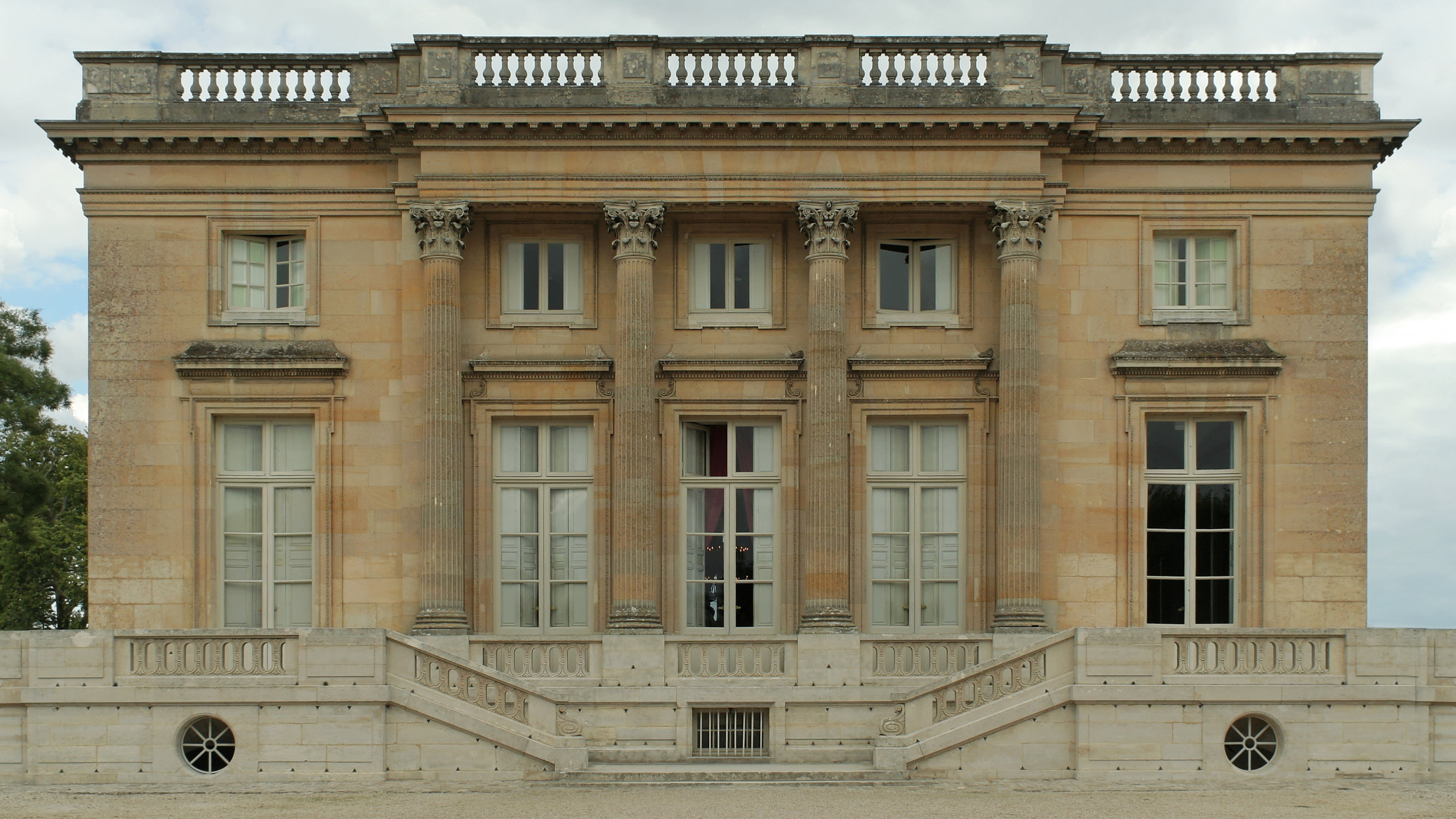
Das Petit Trianon, die Fassade zum Französischen Garten

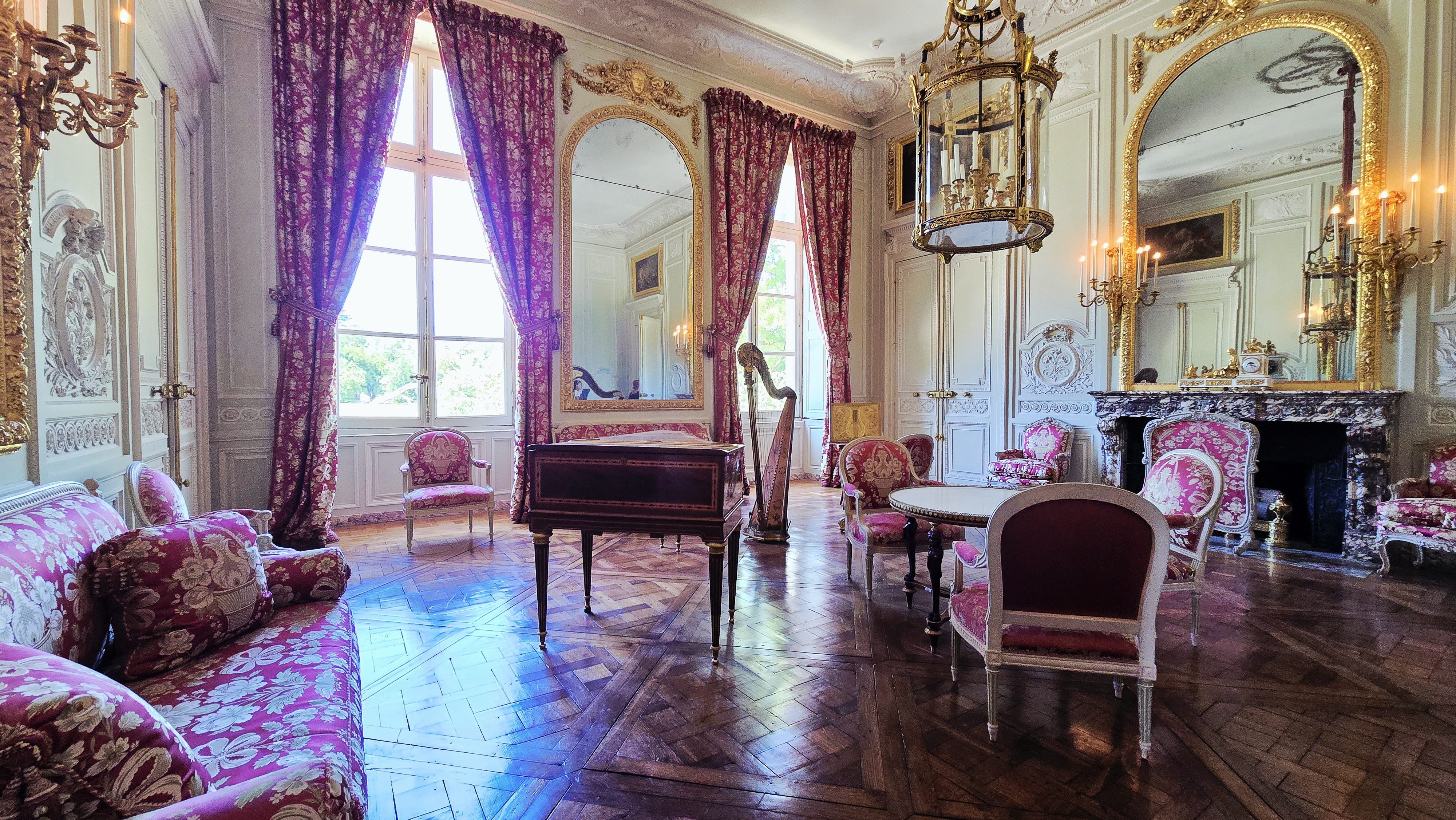
Salon de compagnie

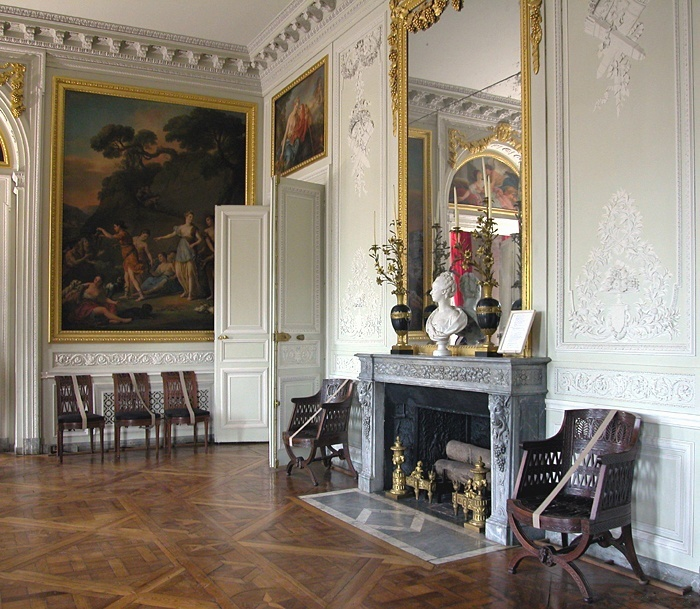
Der Speisesaal

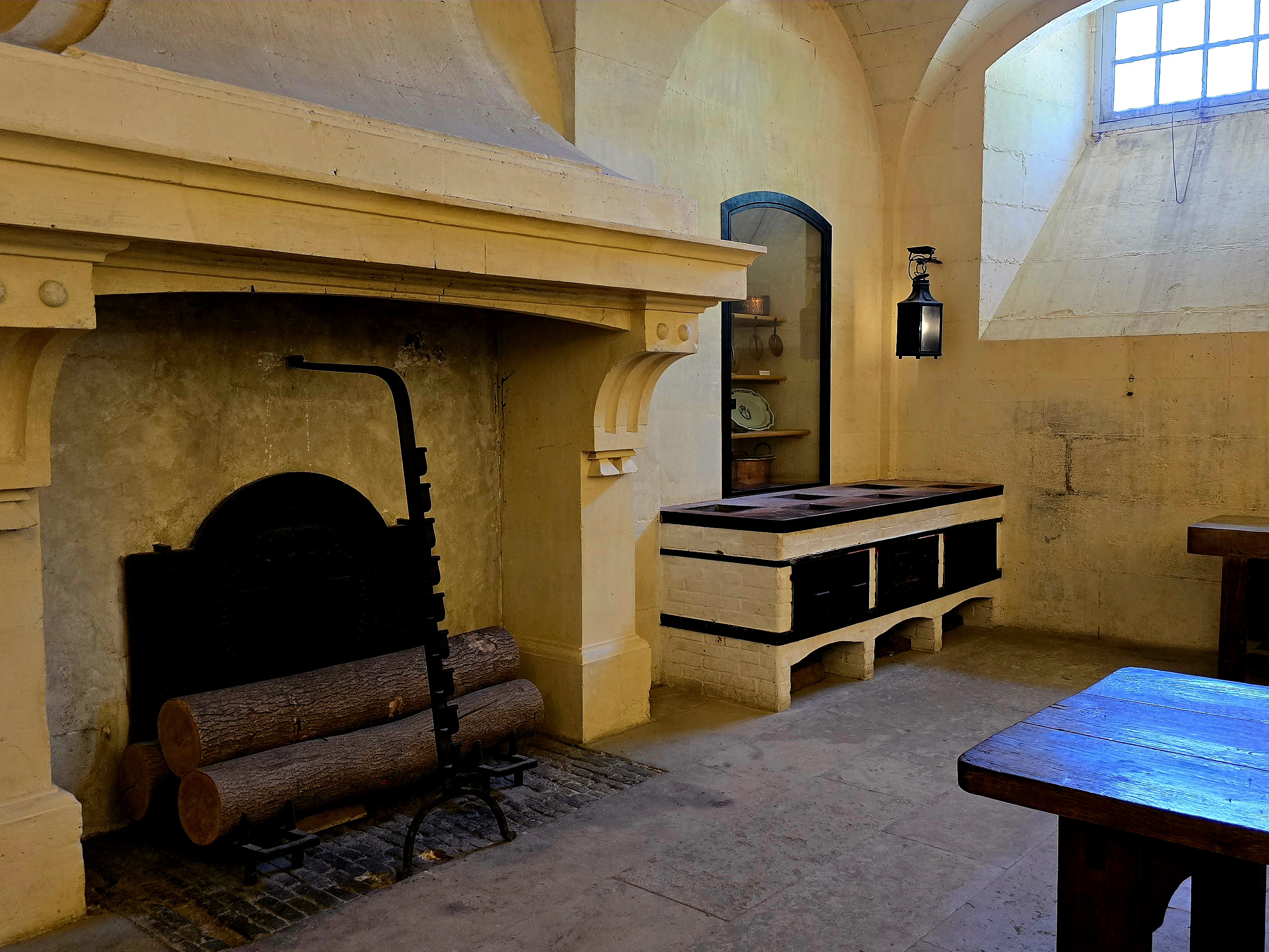
Die Küche

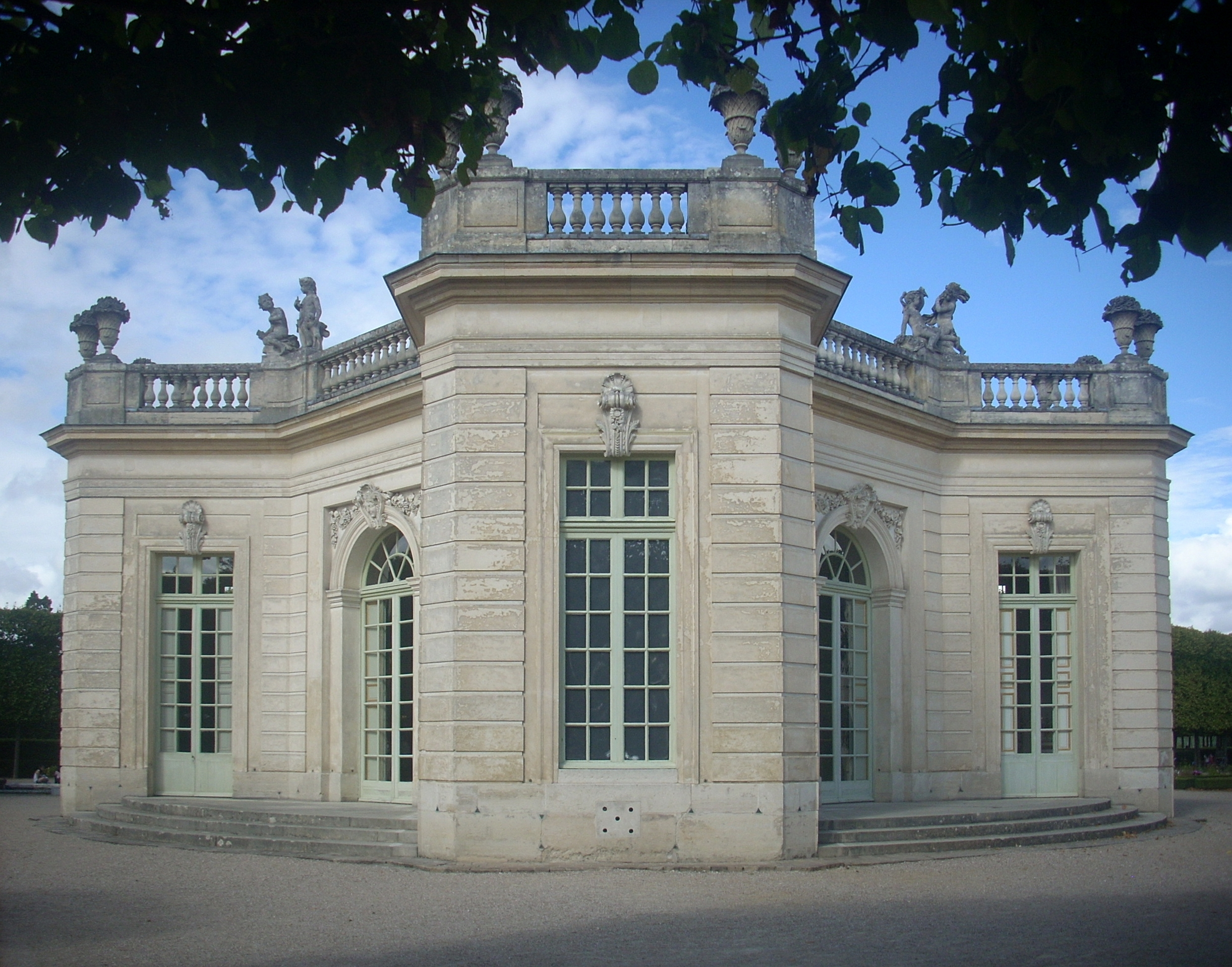
Der französische Pavillon

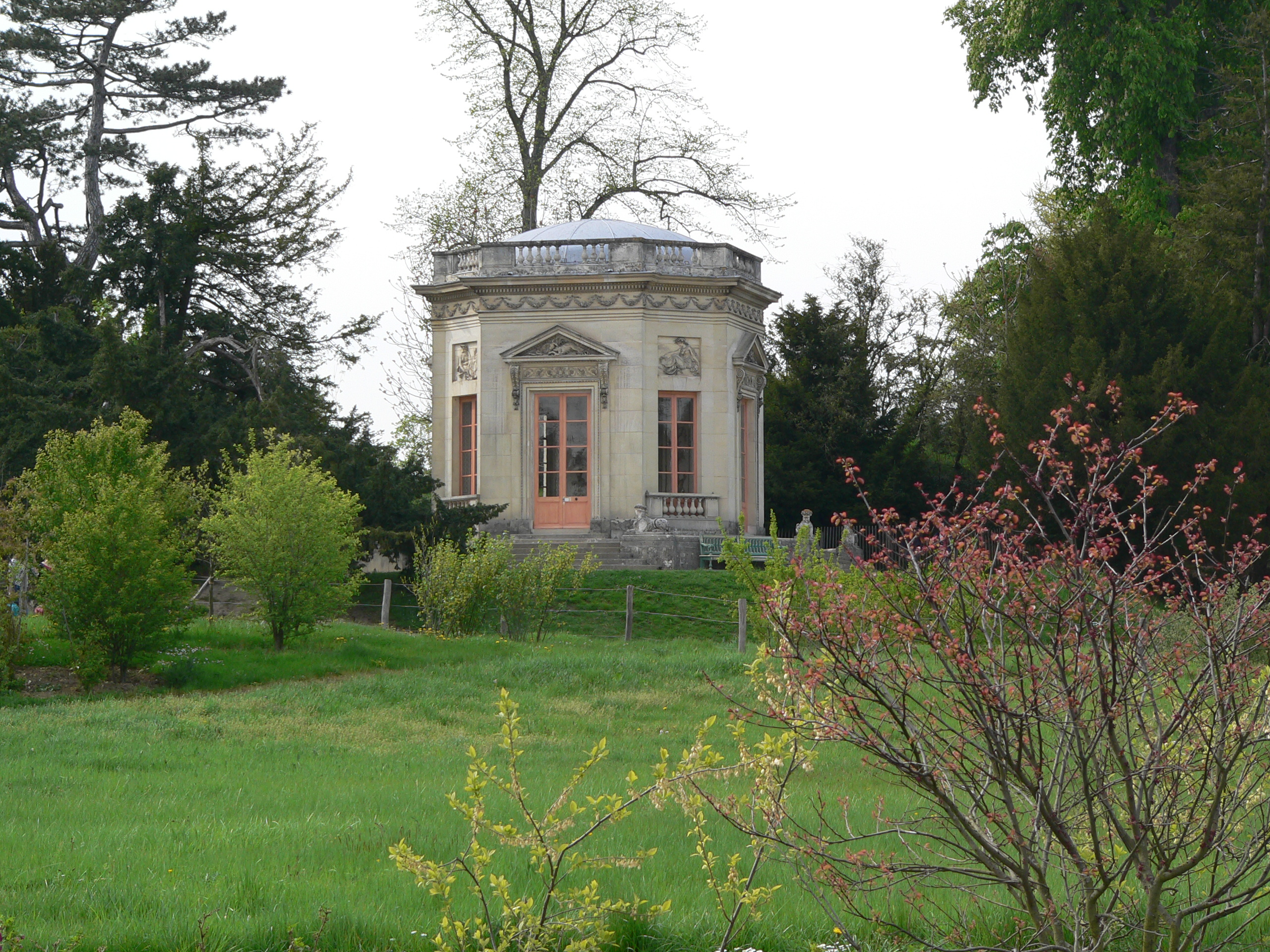
Das Belvedere im Park des Petit Trianon

Mit dem Bau des Petit Trianon wurde der Architekt Ange-Jacques Gabriel beauftragt, die Arbeiten dauerten von 1764 bis 1768. Obwohl die äußere Gestalt in der Tradition des klassizistischen französischen Barock steht, der von jeher auf ruhige und strenge Formen zurückgriff, gilt das Gebäude auch als wegweisend für den Stil des Klassizismus und Paradebeispiel für den Louis-seize-Stil in der Architektur. Die elegante Fassadendekoration aus Sandstein ähnelt dem Flügel Trianon sous Bois des benachbarten Grand Trianon und ist auf jeder der vier Seiten leicht unterschiedlich gestaltet. Mal ist die Gebäudemitte mit Säulen, mal mit Pilastern betont, zudem ist das Schloss so in den Garten integriert, dass es auf zwei Seiten zwei- und auf zwei weiteren Seiten dreistöckig erscheint. Das Dachgeschoss wird von einer umlaufenden Balustrade geschmückt.
Trotz seiner bescheidenen Größe beherbergt das Kleine Trianon eine Vielzahl an Räumen. Das Erdgeschoss dient fast vollständig als Wirtschaftsbereich, hier finden sich unter anderem die Küche, die Gardenkammer und der Raum für das Tafelsilber. Auch ein Billardzimmer befindet sich hier. Das erste Geschoss, das bedingt durch die Bauart des Schlösschens an zwei Seiten ebenerdig betreten werden kann, beherbergt verschiedene Salons und Kabinette sowie das Appartement der Königin. Im Obergeschoss sind verschiedene Gästeräume sowie eine Zimmerflucht für den König eingerichtet.

### Der Park des Petit Trianon
Das Petit Trianon ist von einem eigenen Schlosspark umgeben, der sich in mehrere einzelne, ineinander übergehende Bereiche gliedert. Die Fläche zwischen dem Großen und dem Kleinen Trianon wird als Französischer Garten bezeichnet, er ist formal mit Rasenflächen und Hecken gestaltet und beinhaltet einige der Nebengebäude, wie den so genannten französischen Pavillon, den Pavillon frais und das Theater.
Nördlich des Petit Trianon liegt der von Marie-Antoinette in Auftrag gegebene Englische Garten. Dieser Bereich des Parks zeichnet sich durch eine Landschaft aus, die wie gewachsen erscheint. Einzelne Baumgruppen, eine Grotte sowie ein kleiner Bach und exponiert liegende Gebäude, wie der „Belvedere“ genannte Musiksalon und der Amortempel schmücken den Garten. Den Höhepunkt dieser „natürlich“ erscheinenden Landschaft bildet das Hameau de la Reine, das Dorf der Königin. Hierbei handelt es sich um mehrere, rings um einen See angeordnete Bauernhäuser, die den Häusern des Pays de Caux nachempfunden sind, aber deren Inneneinrichtungen einer Königin würdig waren. Dieses Dörfchen sollte Marie-Antoinettes Sehnsucht nach einer ländlichen Idylle stillen und hatte selbstverständlich keine Ähnlichkeit mit dem wirklichen Landleben des 18. Jahrhunderts.